# Discografia di Money Mark
Discografia solista del musicista Money Mark.

## Album

### Album in studio
| Anno | Titolo                                                                                            |
| ---- | ------------------------------------------------------------------------------------------------- |
| 1995 | Mark's Keyboard Repair - Pubblicato: agosto 1995 12 marzo 1996 (Stati Uniti) - Etichetta: Mo' Wax |
| 1998 | Push the Button - Pubblicato: 5 aprile 1998 - Etichetta: Grand Royal/Mo' Wax                      |
| 2001 | Change Is Coming - Pubblicato: 18 settembre 2001 - Etichetta: Emperor Norton Records              |
| 2007 | Brand New by Tomorrow - Pubblicato: 27 febbraio 2007 - Etichetta: Brushfire Records               |

### Album dal vivo
| Anno | Titolo                                                                                           |
| ---- | ------------------------------------------------------------------------------------------------ |
| 1998 | Mark on the Mic - Pubblicato: 25 agosto 1998 8 dicembre 1998 (Europa) - Etichetta: Toy's Factory |

## Extended play
| Anno | Titolo                                                                                 |
| ---- | -------------------------------------------------------------------------------------- |
| 1994 | Performing Chicken EP - Pubblicato: 1994 - Etichetta: Fido Speaks                      |
| 1996 | Third Version - Pubblicato: 1996 - Etichetta: Mo' Wax                                  |
| 2004 | Demo? Or Demolition? - Pubblicato: 21 settembre 2004 - Etichetta. Chocolate Industries |
| 2005 | Father Demo Square - Pubblicato: 2005 - Etichetta: Rush! Production                    |

## Singoli
| Anno | Titolo                 | Posizioni massime in classifica | Posizioni massime in classifica | Posizioni massime in classifica | Posizioni massime in classifica | Posizioni massime in classifica | Album di provenienza  |
| Anno | Titolo                 | US                              | US Alt.                         | US R&B                          | US Dance                        | UK                              | Album di provenienza  |
| ---- | ---------------------- | ------------------------------- | ------------------------------- | ------------------------------- | ------------------------------- | ------------------------------- | --------------------- |
| 1998 | Hand in Your Head      | —                               | —                               | —                               | —                               | —                               | Push the Button       |
| 1998 | Maybe I'm Dead         | —                               | —                               | —                               | —                               | —                               | Push the Button       |
| 1998 | Trust                  | —                               | —                               | —                               | —                               | —                               | Push the Button       |
| 2001 | Information Contraband | —                               | —                               | —                               | —                               | —                               | Change Is Coming      |
| 2007 | Pick Up the Pieces     | —                               | —                               | —                               | —                               | —                               | Brand New by Tomorrow |

## Video musicali
- Hand in Your Head
- Maybe I'm Dead
- Information Contraband
- Pick Up the Pieces